# Medgyessy Ferenc Emlékmúzeum

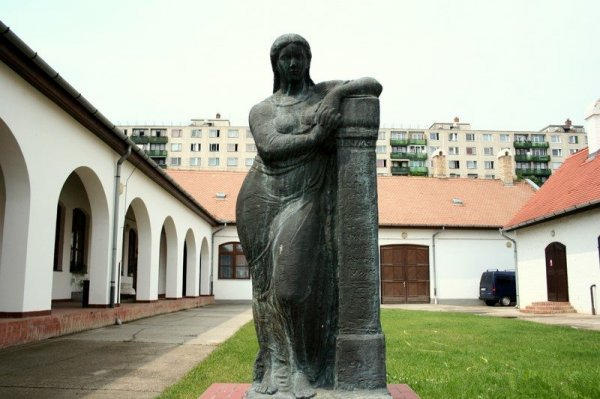
Medgyessy Ferenc Álló nő c. szobra az emlékmúzeum udvarán (Debrecen)

A Medgyessy Ferenc Emlékmúzeum Debrecenben található, a Péterfia u. 28. alatt. Az 1982-ben alapított múzeum a Déri Múzeum filiáléja.

## Épülete
Debrecen 1770-ben épült klasszicista stílusú, tornácos, egykori városgazda-házában nyílt meg az emlékmúzeum, Medgyessy Ferenc kétszeres Kossuth-díjas szobrászművész születésének 100. évfordulóját követő évben, 1982-ben.

## Gyűjteménye
A múzeum gyűjteményét Medgyessy Ferenc hagyatéka képezi, állandó kiállítása az alföldi iskola szobrászművészének életművét mutatja be, főleg kisplasztikai alkotásait. A múzeum udvarát Medgyessy bronzba öntött szobrai díszítik. A múzeum egyben kortárs művészeti galériaként is működik, időszakos kiállítások és kulturális rendezvények helyszíne.

## Külső hivatkozások
- Medgyessy Ferenc Emlékmúzeum, Debrecen
- A Medgyessy Ferenc múzeum időszakos kiállításai és rendezvényei